# Steyr 188
Der Steyr 188 ist ein Traktor des Herstellers Steyr Daimler Puch.
Er ist das erste Modell der Jubiläumsserie. Es wurden zwischen 1960 und 1966 von diesem 28 PS starken Schlepper 26.425 Stück (Typ 188: 23.223; Typ 188n: 3.202) gebaut.
Im Gegensatz zu seinen Vorläufern in der Baureihe 13 war er ein leichter, moderner Traktor mit Wespentaille, die auch den Anbau von Zwischenachsgeräten ermöglichte. Zum ersten Mal gab es bei einem Steyr-Traktor die Hydraulik serienmäßig. Sie war mit einem Raddruckverstärker der Firma Bosch ausgerüstet, der einen Teil des Gerätegewichtes auf die Hinterräder übertragen sollte, um mehr Adhäsionsgewicht zu erzielen. (Einige Jahre später konnte der Traktor auf Wunsch auch mit einer zugkraftgeregelten Hydraulik geliefert werden!) Für die Bequemlichkeit des Fahrers sorgten ein gummigefederter Parallelogrammschwingsitz und eine gefederte Vorderachse (Schraubenfedern an den Achsschenkeln). Letztere bewährte sich im Dauereinsatz allerdings nicht (sie war relativ bald ausgeleiert) und wurde oft durch eine ungefederte Achse ersetzt. Das 8/6-Gruppengetriebe war besonders gut geeignet für den Betrieb mit dem Frontlader. Der Steyr 188 war ein äußerst gut gelungener Traktor, der auch international durchaus konkurrenzfähig war. Mit seinem niederen Gewicht, seiner Wespentaille und seinem gelungenen Getriebe lag er voll im Trend des mitteleuropäischen Traktorenbaues. Über 26.000 Steyr 188 und 188n (das Bergtraktor-Modell) wurden erzeugt, was beweist, dass diese Maschine auch kommerziell ein voller Erfolg war. Steyr sorgte auch dafür, dass der Traktor so schnell wie möglich in Wieselburg getestet wurde; er schnitt hervorragend ab: Das günstige Verhalten des Motors ... ist hervorzuheben. Besonders ist hier auf den flachen Verlauf der Brennstoffverbrauchskurve über einen grossen Drehzahlbereich und auf den Drehmomentanstieg von 30% bei fallender Drehzahl hinzuweisen. In Verbindung mit der Abstufung des Achtganggetriebes wird die bestmögliche Anpassung der Fahrgeschwindigkeit an die jeweiligen Arbeitsverhältnisse erreicht, womit eine möglichst wirtschaftliche Ausnützung der Traktorleistung gegeben ist.

## Motor
Der Antrieb erfolgt durch einen wassergekühlten Viertakt-Zweizylinder-Dieselmotor vom Typ WD-209 aus der Steyr-LKW Sparte. Der Motor hat einen Hub von 115 mm und einen Hubraum von 1991 cm³. Er ist selbsttragend mit dem Getriebegehäuse verbunden.

## Getriebe
Der Steyr 188 ist mit einem Steyr-Daimler-Puch Gruppengetriebe, das in Acker- und Straßengruppe unterteilt ist sowie einem Wechselgetriebe mit 2 × 4 Vorwärts- und 2 × 3 Rückwärtsgängen ausgerüstet.

### Ackergruppe
| vorwärts           | rückwärts          |
| ------------------ | ------------------ |
| 1. Gang: 1,66 km/h | 1. Gang: 1,67 km/h |
| 2. Gang: 2,87 km/h | 2. Gang: 2,89 km/h |
| 3. Gang: 4,73 km/h | 3. Gang: 4,76 km/h |
| 4. Gang: 7,81 km/h |                    |

### Straßengruppe
| vorwärts            | rückwärts           |
| ------------------- | ------------------- |
| 1. Gang: 6,00 km/h  | 1. Gang: 6,00 km/h  |
| 2. Gang: 10,40 km/h | 2. Gang: 10,50 km/h |
| 3. Gang: 17,10 km/h | 3. Gang: 17,20 km/h |
| 4. Gang: 28,30 km/h |                     |

## Bremsen
Der Schlepper besitzt mechanische Innenbackenbremsen, die als Einzelradbremsen auf die Hinterräder wirken.

## Achsen und Lenkung
Die Vorderachse ist pendelnd gelagert und ihre Spur ist fünffach verstellbar von 1250 bis 1750 mm. Die Hinterachse ist als Portalachse ausgeführt und ihre Spur ist achtfach verstellbar von 1250 bis 1650 mm. Es ist eine Schneckenrollenlenkung verbaut.

## Ausführung 188 n
Vom Steyr 188 gab es ebenfalls eine Bergausführung mit der Bezeichnung Steyr 188n (Niedrigtraktor), von der zwischen 1965 und 1966 3.202 Stück gebaut wurden. Dieser Traktor hatte einen tieferen Schwerpunkt und kleinere Hinterreifen (10-24) für den Einsatz an Berghängen. Abgesehen davon war dieser Traktor identisch mit dem Standardmodell. Optional wurden für diese Version Zusatzgewichte, Gitterräder, Zwillingsreifen sowie Halb- und Vollraupen angeboten.

## Zusatzausrüstung
Optional konnte folgende Zusatzausrüstung bestellt werden:
- Betriebsstundenzähler
- Allwetterverdeck
- Traktormeter
- Mähantrieb
- Mähbalken
- Lamellenkupplung für Motorzapfwelle
- Lenkradsperre
- Zusatzgewichte
- Vordere Kotflügel
- Riemenscheibe
- Aufzugsgestänge für Zwischenachsanbau
- Druckluftbremsanlage
- Zwillingsbereifung
- Hackfruchtbereifung
- Verstellbare Spurweiten